# Двуречанский элеватор
Двуречанский элеватор (укр. Дворічанський елеватор) — предприятие пищевой промышленности в посёлке городского типа Двуречная Двуречанского района Харьковской области.

## История
После провозглашения независимости Украины элеватор перешёл в ведение министерства сельского хозяйства и продовольствия Украины.
В марте 1995 года Верховная Рада Украины внесла элеватор в перечень предприятий, приватизация которых запрещена в связи с их общегосударственным значением.
После создания в августе 1996 года государственной акционерной компании "Хлеб Украины" элеватор стал дочерним предприятием ГАК "Хлеб Украины".
В ноябре 1997 года Кабинет министров Украины утвердил решение о приватизации элеватора в первом полугодии 1998 года, в дальнейшем государственное предприятие было преобразовано в закрытое акционерное общество, собственником которого в 2007 году стала компания ООО "Компания-Агротрейд". В дальнейшем элеватор был реорганизован в общество с ограниченной ответственностью.

## Современное состояние
Общий рабочий объем хранения составляет 30 тыс. тонн зерна (элеватор на 24 тыс. тонн и 6 тыс. тонн складского хранения), производственные мощности обеспечивают возможность приёмки и отгрузки с использованием автомобильного транспорта и железнодорожным транспортом.